# إلغالاند فارغالاند
إلغالاند فارغالاند (بالسويدية: Elgaland Vargaland) هي دولة مجهرية ذات مشروع فني. أسسها الفنانان السويديان كارل هاوسولف (بالسويدية: Carl Hausswolff) وليف إلغرين (بالسويدية: Leif Elggren) عام 1992.

## ردود الفعل
وصفت الدولة بأنها أكثر أعمال إلغرين شهرة. وقالت صحيفة إكسبريسن السويدية أن المملكة الصغيرة تقترب شيئا فشيئا للدكتاتورية وأشارت إلى مسألة احتكار الفنانين للمناصب.
أدرج المؤرخ نيك ميدلتون اسم الدولة في كتابه، أطلس البلدان التي لا توجد.

## طالع أيضًا
- دولة مجهرية

## وصلات خارجية
الموقع الرسمي لمملكة إلغالاند فارغالاند